# Лазуровий
Лазу́ро́вий (англ. Azure) — один з відтінків блакитного кольору, колір мінералу азуриту і барвника хризоколи, колір неба в ясний день.

## Астрономія
Планета Нептун має глибокий лазуровий колір через велику кількість метану в її атмосфері.

## Тварини
- Птах Alcedo azurea має верхню частину тулуба лазурового кольору.
- Птах Синьо-жовтий ара має верхню частину тулуба та крила лазурового кольору.